# Джамбаттіста Бодоні
Джамбатті́ста Бодо́ні (італ. Giambattista Bodoni (Giovanni Battista); 26 лютого 1740, Салуццо — 30 листопада 1813, Парма) — італійський видавець, друкар, художник-шрифтовик і гравер, автор сотень шрифтів, з яких приблизно 80 були кириличними.

## Біографія
Джамбаттіста Бодоні народився 26 лютого 1740 в італійському містечку Салуццо в П'ємонті. В юності Бодоні працював друкарем в Римі.
1768 року переїхав до Парми і там, парським герцогом був призначений директором друкарні, де пропрацював більше 45 років.
З 1791 організував власну друкарню, в якій намагався реалізувати масштабний проект зі створення шрифтів для всіх відомих мов світу. У числі іншого видав в 1806 році зразок молитви «Отче наш» на 155 мовах.
1818 року він опублікував свою головну працю — «Типографічне керівництво» (Manuale Tipografico).
Бодоні помер 30 листопада 1813 в Пармі. У поліграфії досі з успіхом використовуються його гарнітури, в тому числі шрифт, названий його ім'ям.